# Wilsoniella tonkinensis
Wilsoniella tonkinensis är en bladmossart som beskrevs av Bescherelle 1890. Wilsoniella tonkinensis ingår i släktet Wilsoniella och familjen Ditrichaceae. Inga underarter finns listade i Catalogue of Life.